# Epidendrium billeeanum
Epidendrium billeeanum is een slakkensoort uit de familie van de Epitoniidae (wenteltrappen). De wetenschappelijke naam van de soort is, als Scalina billeeana, voor het eerst geldig gepubliceerd in 1965 door DuShane & Bratcher. De soort werd lange tijd in het geslacht Epitonium geplaatst maar is in 2005 door Gittenberger & Gittenberger in het nieuwe geslacht Epidendrium ondergebracht.